# Mocsárka-hegy
Mocsárka-hegy är ett berg i Ungern.   Det ligger i provinsen Borsod-Abaúj-Zemplén, i den nordöstra delen av landet, 190 km nordost om huvudstaden Budapest. Toppen på Mocsárka-hegy är 686 meter över havet, eller 99 meter över den omgivande terrängen. Bredden vid basen är 2,2 km.
Terrängen runt Mocsárka-hegy är huvudsakligen kuperad. Runt Mocsárka-hegy är det mycket glesbefolkat, med 5 invånare per kvadratkilometer. Närmaste större samhälle är Sárospatak, 17,5 km öster om Mocsárka-hegy. I omgivningarna runt Mocsárka-hegy växer i huvudsak lövfällande lövskog.